# Ralph Eugene Meatyard
Ralph Eugene Meatyard (Normal, 15 novembre 1925 – Lexington, 7 maggio 1972) è stato un fotografo statunitense.

## Biografia
Nato il 15 maggio 1925 a Normal, Illinois, si unì alla Marina durante la fine della seconda guerra mondiale, anche se durante il servizio non ebbe mai modo di combattere. Dopo la guerra studiò per diventare ottico, iniziando a lavorare presso una ditta di ottica a Lexington. Nel 1950 acquistò la sua prima macchina fotografica unendosi al Lexington Camera club. In seguito si perfezionò con i fotografi Henry Holmes Smith e Minor White. Prima della sua scomparsa avvenuta nel 1972 a Lexington, Meayard non ebbe riconoscimenti di rilievo, negli ultimi decenni invece il valore della sua opera è stata riconosciuta e conservata da istituti come il  Metropolitan Museum of Art e Smithsonian American Art Museum.

## Stile
Noto soprattutto per i suoi scatti enigmatici e per l'uso di esposizioni multiple, i suoi soggetti prediletti erano amici e membri della famiglia, ritratti spesso con indosso maschere grottesche in contesti fatiscenti e abbandonati. In Meayard è forte la componente ludica, con la quale distorce il ritratto familiare, lo trasfigura, inquietando l'osservatore attraverso la fissità degli occhi di lattice delle sue maschere.